# G.I.ジェーン
『G.I.ジェーン』（G.I. Jane）は、1997年に製作されたアメリカの映画。リドリー・スコット監督作品。

## ストーリー
アメリカ海軍情報局に所属するジョーダン・オニール大尉は、男女差別雇用撤廃法案を唱えるデヘイヴン上院議員の要請で、志願者の60パーセントは脱落するといわれる最難関のアメリカ海軍特殊部隊 (実在のNavy SEALsをモデルにした架空の偵察部隊) の訓練プログラムに挑むことになる。そこで彼女を待っていたのは、ウルゲイルたち訓練教官による想像を絶する扱きであった。ウルゲイル曹長は訓練開始にあたって「野生なるものが 自らをあわれむのを／私は見たことがない。／小鳥は 凍え死んで枝から落ちようとも／自分を惨めだとは 決して思わないもの」 という。彼女は女性であるがゆえに他の訓練生たちからも酷く蔑視された。そこで彼女は髪を刈って坊主頭に変え、男たちと寝起きをともにし訓練に励むようになる。そうした「女」を捨て過酷な訓練に励むオニールのことをマスコミは、（G.I.ジョーの類推で）「G.I.ジェーン」と皮肉る。ウルゲイルによる執拗な拷問に耐え、やがて訓練生たちが彼女を「仲間」として受け入れ始めた矢先、オニールにマスコミから同性愛者との疑惑が掛けられる。悔しさのあまりオニールは訓練からのドロップアウトを申告する鐘を自ら打ち鳴らす。
その後、デヘイヴン議員の取引によりデスク勤務を命じられたオニールだが、この処遇に彼女は激怒し、結局、議員の計らいで訓練に復帰することとなった。そして、最後の訓練に向かう潜水艦に対し、「リビアの部隊を救出せよ」との命令が下る。突然の実戦であったが、作戦は無事成功した。訓練が終わり、ウルゲイルはオニールに特殊部隊の隊員の証であるバッジを手渡した。

## 登場人物
ジョーダン・オニール
演 - デミ・ムーア
大尉。女性初の海軍特殊部隊員を目指す。厳しさに負けない体力と精神力を持つ。
ジョン・ジェームズ・ウルゲイル
演 - ヴィゴ・モーテンセン
曹長。容赦ない訓練を課す。最終的にオニールを認める。
リリアン・デヘイヴン
演 - アン・バンクロフト
上院議員。男女差別雇用撤廃法を唱える。オニールに訓練の参加を要請する。
セーラム
演 - スコット・ウィルソン
大佐。
ロイス・ハーパー
演 - ジェイソン・ベギー
少佐。オニールの恋人。
セオドア・ヘイズ
演 - ダニエル・フォン・バーゲン
海軍長官。
マックス・パイロ
演 - ケヴィン・ゲイジ
教官。
ジョンズ
演 - デヴィッド・ウォーショフスキー
教官。
コルテス
演 - デヴィッド・ヴァディム
一等兵曹。
マクール
演 - モリス・チェストナット
大尉。
フリー・モンゴメリー
演 - ジョシュ・ホプキンス
少尉。
ウィックワイヤー
演 - ボイド・ケスナー
大尉。
ブロンデル
演 - ルシンダ・ジェニー
大尉。
オコナー
演 - スティーヴン・メンディロ
提督。
ギャロー
演 - ジョン・サイツ
大将。

## キャスト
| 役名                               | 俳優                           | 日本語吹替            | 日本語吹替                           |
| 役名                               | 俳優                           | ソフト版              | フジテレビ版                         |
| ---------------------------------- | ------------------------------ | --------------------- | ------------------------------------ |
| ジョーダン・オニール大尉           | デミ・ムーア                   | 深見梨加              | 一城みゆ希                           |
| ジョン・ジェームズ・ウルゲイル曹長 | ヴィゴ・モーテンセン           | 大塚明夫              | 江原正士                             |
| リリアン・デヘイヴン上院議員       | アン・バンクロフト             | 藤波京子              | 京田尚子                             |
| セーラム大佐                       | スコット・ウィルソン           | 佐々木梅治            | 中村正                               |
| ロイス・ハーパー少佐               | ジェイソン・ベギー             | 清水明彦              | 池田秀一                             |
| セオドア・ヘイズ海軍長官           | ダニエル・フォン・バーゲン     | 小山武宏              | 富田耕生                             |
| 軍参謀総長                         | ジョン・マイケル・ヒギンズ     |                       | 秋元羊介                             |
| マックス・パイロ教官               | ケヴィン・ゲイジ               | 中田和宏              | 谷口節                               |
| ジョンズ教官                       | デヴィッド・ウォーショフスキー | 星野充昭              | 大塚芳忠                             |
| コルテス一等兵曹                   | デヴィッド・ヴァディム         | 古澤徹                | 平田広明                             |
| マクール大尉                       | モリス・チェストナット         | 相沢正輝              | 鳥海勝美                             |
| フリー・モンゴメリー少尉           | ジョシュ・ホプキンス           | 吉田孝                | 関口英司                             |
| スロヴニック                       | ジェームズ・カヴィーゼル       | 檀臣幸                | 山野井仁                             |
| ウィックワイヤー大尉               | ボイド・ケスナー               | 田中正彦              | 室園丈裕                             |
| ニューベリー                       | エンジェル・デヴィッド         | 青山穣                | 遠藤純一                             |
| スタム                             | スティーヴン・ラムゼイ         | 横尾博之              | 関口英司                             |
| ブロンデル大尉                     | ルシンダ・ジェニー             | 林佳代子              | 水谷優子                             |
| オコナー提督                       | スティーヴン・メンディロ       |                       | 田原アルノ                           |
| 海軍将官                           | テッド・サットン               |                       | 岩田安生                             |
| 海軍将官                           | ゲイリー・ホイーラー           |                       | 塚田正昭                             |
| ギャロー大将                       | ジョン・サイツ                 | 安井邦彦              | 宝亀克寿                             |
| ホーストレーダー                   | ダグ・ロバーツ                 |                       | 宝亀克寿                             |
| ゴールドスタイン                   | ジャック・グワルトニー         | 横尾博之              | 大黒和広                             |
| その他                             | N/A                            | 北川勝博 岡本章子     | 伊藤栄次 石井康嗣 桜澤凛             |
| 日本語版制作スタッフ               |                                |                       |                                      |
| 演出                               | 演出                           | 蕨南勝之              | 清水勝則                             |
| 翻訳                               | 翻訳                           | 高山美香              | 日笠千晶                             |
| 調整                               | 調整                           | 竹内朋子              | 栗林秀年                             |
| 効果                               | 効果                           | 佐藤隆一              | 南部満治                             |
| 制作                               | 制作                           | ビデオテック          | ザック・プロモーション               |
| 初回放送                           | 初回放送                       | 1998年8月17日 VHS発売 | 2000年1月29日 『ゴールデン洋画劇場』 |

## 評価
レビュー・アグリゲーターのRotten Tomatoesでは37件のレビューで支持率は51%、平均点は5.70/10となった。Metacriticでは21件のレビューを基に加重平均値が62/100となった。